# 包朗阿
包朗阿（又译包郎阿，约1525年—约1582年），清兴祖福满之子，清景祖觉昌安之五弟，清太祖努尔哈赤呼之为“五祖”。

## 生平
清景祖觉昌安有兄弟六人，他们分城而居，包朗阿居尼麻喇城。努尔哈赤刚起兵的时候，族人中有不少人不愿追随，甚至欲谋害之。而包朗阿及其子孙则不与同流，率先归附努尔哈赤。努尔哈赤起兵之后，攻哲陈部托漠河等五城，合兵战于界凡，包朗阿与诸孙札亲、桑古里皆参战。包朗阿约于万历十年（1582年）左右去世，葬于启运山下永陵。顺治十一年（1654年）扩建永陵时，其墓被圈在永陵宝城外东北。 

## 后裔
史籍记载包朗阿有子四人，长子隋痕、次子巴孙巴图鲁、三子对秦、四子郎腾。有孙九人，博尔珲、勒特、扎亲、桑古里、布席库、柏林、务巴席库、萨哈席库、机达席库。 
另外，历史上著名的人物如：清帝国开国时期的郎腾、拜三、顾纳贷、莫洛浑、勒德浑；民国时期的朱继先、金松乔、海仙舟等都是包朗阿的后裔；大陆的足球运动员肇俊哲也是包朗阿的后裔。